# Apple Jack
Apple Jack ou The Legend of Aple Jack é um curta-metragem norte-americano de 2003, dirigido por Mark Whiting e produzido pela Tranquility Pictures. A filmagem foi realizada em Sable Ranch, no Condado de Canyon, na Califórnia. O filme foi lançado em DVD em agosto de 2006.

## Sinopse
Em 30 de outubro de 1938, são ouvidas na rádio CBS relatos sobre avistamentos de UFOs ao longo do Estados Unidos, e membros de um bairro ficam preparados para uma luta com os extraterrestres. Naquela mesma noite, dois notórios criminosos fugiram e nunca mais foram vistos.

## Elenco
- Randy Travis - Narrador (Voz)
- Sean Bridgers - Les Danyou
- Ron McCoy - Sherman Pyne
- Gene Dynarski - Helmut Jitters
- Walton Goggins - Moe Danyou
- Cole Sprouse - Jack Pyne
- Dylan Sprouse - Jack Pyne
- Orson Welles - (voz)
- Mark Whiting - guarda (voz)

## Prêmios
Ganhou:
- LA Shorts Fests (Mark Whiting) - 2003
- Deep Ellum Film Festival como Melhor Curta-metragem (Mark Whiting) - 2004
- Deep Ellum Film Festival como Melhor Comédia Curta (Mark Whiting) - 2004[carece de fontes?]